# Bunodaster ritteri
Bunodaster ritteri är en sjöstjärneart som beskrevs av Addison Emery Verrill 1909. Bunodaster ritteri ingår i släktet Bunodaster och familjen kamsjöstjärnor. Inga underarter finns listade i Catalogue of Life.